# Lézana Placette
Lézana Placette (Montpellier, 11 de diciembre de 1997) es una jugadora de voleibol de playa y exjugadora de voleibol de sala francesa.

## Carrera
Licenciada en Biología, proviene de una familia de deportistas y pronto demostró su evolución hacia el voleibol cuando formó parte del proyecto juvenil Pôle Espoir, entonces FIFVE, para llegar como equipo de voleibol de playa. En la cancha jugó en el Centro Nacional de Volley-Ball en la temporada 2013-14, y en el ASUL Lyon Volley-Ball en las jornadas 2014-15 y 2015-16.
En 2014 representó al país en el Campeonato de Europa Sub-19 o Sub-20 y en las eliminatorias para el Mundial Sub-20 o Sub-21 en 2015. Todavía en 2014, ya competía a nivel nacional en voleibol playa junto a Margaux Carrère en el estadio Le Touquet, y luego en el Mundial Sub-19 de Oporto junto a Alexia Richard.  Con Richard consiguió el tercer puesto en la etapa de Orleans y el subcampeonato en la etapa de Saint-Quay-Portrieux del circuito francés en 2015, y también acabó en sexto lugar en el Campeonato de Europa Sub-20 de Larnaca.
Hizo dupla con Alexia Richard en la Copa Mundial U21 de 2016 en Lucerna y compitió en el Campeonato Mundial Universitario de Voleibol de Playa 2016 en Pärnu y fue semifinalista en el Campeonato de Europa U22 en Salónica.
Todavía en 2016 formó dúo con Alexandra Jupiter y Aline Chamereau, y con esta última debutó en el circuito mundial en el torneo cinco estrellas de Fort Lauderdale, también compitieron en el Campeonato de Europa Sub-22 de 2017 en Baden y logró su primer podio en el torneo de una estrella de Agadir. En 2018, inicialmente reanudó y terminó la temporada con Richard, luego participó en tres pruebas del circuito mundial con Chamereau y ganó el título del torneo de una estrella con Jupiter en Montpellier.
En 2019, comenzó con Alexia Richard y terminó en noveno lugar en el Campeonato Europeo de Voleibol de Playa en Moscú y con Clémence Vieira ganó el título de la Copa Continental en Londres y también compitió en las Finales del World Tour en Roma. En la temporada 2020 permaneció con Alexia Richard, compitiendo en el Campeonato de Europa en Jūrmala, en 2021 comenzaron juntas, ganando el título en la etapa de Arlés en el circuito francés, y terminaron con el subcampeonato en el Continental. Copa de Madrid y noveno en la Copa Continental (Final), también disputó el Campeonato de Europa de 2021 en Viena;  Estuvieron juntas en el viaje de 2022, terminando subcampeonas en el circuito francés en Saint-Laurent-du-Var, quinto lugar en el Espinho Challenge y compitiendo en el Campeonato del Mundo en Roma y también en el Campeonato de Europa en Múnich, fueron semifinalistas en el evento Elite 16 en Ciudad del Cabo.
En 2023, con Alexia Richard, terminaron quintas en las etapas Challenge de La Paz (Baja California Sur) y Espinho, compitieron en el Campeonato de Europa en Viena y clasificaron para competir en el Campeonato Mundial en Tlaxcala de Xicohténcatl, Apizaco y Huamantla.